# Антониос Грегос
Антониос (Антонис) Грегос (на гръцки: Αντώνιος Βασιλείου Γρέγος) е гръцки политик от радикалнодясната партия Златна зора, депутат в Гръцкия парламент от 2010 година.

## Биография
Роден е в Солун в 1966 година. Учи във Висшето държавно училище на Търговския флот в Неа Миханиона и придобива диплома за капитан от търговския флот. Започва работа в дем Солун като административен секретар и развива профсъюзна дейност.
Избран е от Златна зора за депутат от избирателен район Солун I на изборите през май 2012 година, както и в следващите няколко парламента.